# Морено, Эрик
Эрик Андрес Морено Серна (исп. Erick Andrés Moreno Serna; 24 ноября 1991, Багадо, Чоко) — колумбийский футболист, нападающий.

## Биография
Дебютировал во взрослом футболе в 2009 году в клубе чемпионата Колумбии «Депортиво Перейра». В первом сезоне сыграл в восьми матчах, в большинстве из них выходил в стартовом составе и был заменён на первых же минутах, так как правила требовали выпускать определённое число молодых игроков в стартовом составе. В 2010 году перешёл в «Мильонариос» за два миллиона долларов, с 2011 года стал регулярно играть за клуб. В составе «Мильонариос» стал победителем турнира Клаусура 2012 года и сыграл 2 матча в континентальных кубках. Обладатель (2011) и финалист (2013) Кубка Колумбии. В 2011 году забил 5 голов в кубковой кампании, в том числе отличился «дублем» в полуфинале. В 2013 году забил 15 голов во всех турнирах, из них 10 — в чемпионате страны и 5 — в Кубке.
В январе 2014 года перешёл в клуб чемпионата Португалии «Спортинг Брага», подписав контракт на 4,5 года. В весенней части сезона 2013/14 сыграл 8 матчей и забил 2 гола. Затем несколько лет отдавался в аренду — в клуб чемпионата Греции «Панетоликос», клуб испанской Сегунды «Реал Вальядолид» и на полтора сезона в клуб чемпионата Португалии «Тондела». 26 октября 2014 года сделал хет-трик в матче чемпионата Греции в ворота «Пантракикос» (3:1). В январе 2018 года подписал контракт с клубом второго дивизиона Колумбии «Кукута Депортиво», а спустя полгода перешёл в клуб второго дивизиона Португалии «Оливейренсе».
Во второй половине 2019 года играл за таллинскую «Левадию», с которой стал серебряным призёром чемпионата Эстонии и сыграл один матч в Лиге Европы. В 2021 году выступал во втором дивизионе Колумбии за «Вальедупар», на следующий год присоединился к действующему чемпиону Доминиканской Республики «Сибао».

## Достижения
- Чемпион Колумбии: 2012 (Клаусура)
- Обладатель Кубка Колумбии: 2011
- Финалист Кубка Колумбии: 2013
- Серебряный призёр чемпионата Эстонии: 2019